# Гвазджяускас, Костас Прано
Костас Прано Гвазджяускас (род. 1922 год) — Герой Социалистического Труда (1971).

## Биография
Родился в 1922 году в Науйокяе. Член КПСС с 1952 года.
В 1954—1958 годах — тракторист Скуодасской МТС. В 1958—1986 годах — тракторист колхоза «Моседис» Скуодасского района Литовской ССР.
Досрочно выполнил личные социалистические обязательства и плановые производственные задания Восьмой пятилетки (1966—1970). 8 апреля 1971 года Указом Президиума Верховного Совета СССР удостоен звания Героя Социалистического Труда «за выдающиеся успехи, достигнутые в развитии сельскохозяйственного производства и выполнении пятилетнего плана продажи государству продуктов земледелия и животноводства» с вручением ордена Ленина и золотой медали Серп и Молот.
Жил в Литве.